# Parijs-Nice 2024
Parijs-Nice 2024 was de 82e editie van Parijs-Nice. De etappekoers werd verreden van 3 tot en met 10 maart. Dit jaar was de koers nog meer een kortere versie van de Ronde van Frankrijk, omdat wegens de Olympische spelen in Parijs de Tour ook in Nice eindigt. De grote favorieten voor de eindwinst waren vooraf Remco Evenepoel en Primož Roglič.

## Deelnemende ploegen
Tweeëntwintig ploegen namen deel aan Parijs-Nice. Naast de achttien UCI Worldteams gingen vier UCI Proteams van start.

## Etappe-overzicht
| Etappe | Datum       | Start - Finish                                      | Afstand           | Type           | Winnaar           | Leider           |
| ------ | ----------- | --------------------------------------------------- | ----------------- | -------------- | ----------------- | ---------------- |
| 1      | zo 3 maart  | Les Mureaux - Les Mureaux                           | 157,7 km          | Heuvelrit      | Olav Kooij        | Olav Kooij       |
| 2      | ma 4 maart  | Thoiry - Montargis                                  | 177,6 km          | Vlakke rit     | Arvid de Kleijn   | Laurence Pithie  |
| 3      | di 5 maart  | Auxerre - Auxerre                                   | 26,9 km           | Ploegentijdrit | UAE Team Emirates | Brandon McNulty  |
| 4      | wo 6 maart  | Chalon-sur-Saône - Mont Brouilly                    | 183,0 km          | Bergrit        | Santiago Buitrago | Luke Plapp       |
| 5      | do 7 maart  | Saint-Sauveur-de-Montagut - Sisteron                | 193,5 km          | Heuvelrit      | Olav Kooij        | Luke Plapp       |
| 6      | vr 8 maart  | Sisteron - La Colle-sur-Loup                        | 198,2 km          | Heuvelrit      | Mattias Skjelmose | Brandon McNulty  |
| 7      | za 9 maart  | Nice - Auron ingekort tot Nice - La Madone d'Utelle | 173,0 km 103,7 km | Bergrit        | Aleksandr Vlasov  | Brandon McNulty  |
| 8      | zo 10 maart | Nice - Nice                                         | 109,3 km          | Bergrit        | Remco Evenepoel   | Matteo Jorgenson |

## Etappe-uitslagen

### Eerste etappe
Drie vroege vluchters, Jonas Rutsch en Stefan Bissegger van EF Education-EasyPost en Mathieu Burgaudeau van TotalEnergies, bleven lang genoeg vooruit om te strijden voor de bollentrui. Zelfs nadat ze waren ingerekend, mochten Burgaudeau en Rutsch nog vooraan het peloton blijven rijden en met z'n tweeën voor de punten sprinten. Daarna bleef het lang rustig.
In de laatste twintig kilometers lagen twee heuvels met hellingen van 10% en 14%. Daar barstte het aangekondigde vuurwerk los en moesten de meeste sprinters lossen. Op de eerste helling lag een bonussprint waar de klassementsrenners seconden konden grijpen. Matteo Jorgenson won de sprint, voor Remco Evenepoel en Egan Bernal. Zij dwongen Primož Roglič van BORA-hansgrohe tot een reactie. Hij wist al snel aan te sluiten. De aanvallers reden echter niet door en zo'n vijftig renners ging samen naar de meet. Anthony Turgis van TotalEnergies probeerde vanaf tien kilometer de sprint met een solo vooruit te blijven, maar werd op twee kilometer van de finish teruggepakt. In de sprint lag Mads Pedersen lang op kop, maar Olav Kooij kwam er op het einde nog overheen en won net als vorig jaar een etappe.
| Les Mureaux - Les Mureauxe (157,7 km) |                   |                        |          |
| Plaats                                | Naam              | Ploeg                  | Tijd     |
| Winnaar                               | Olav Kooij        | Visma\|Lease a Bike    | 3u36'28" |
| 2                                     | Mads Pedersen     | Lidl-Trek              | z.t.     |
| 3                                     | Laurence Pithie   | Groupama-FDJ           | z.t.     |
| 4                                     | Nils Eekhoff      | dsm-firmenich PostNL   | z.t.     |
| 5                                     | Madis Mihkels     | Intermarché-Wanty      | z.t.     |
| 6                                     | Michael Matthews  | Team Jayco AlUla       | z.t.     |
| 7                                     | Matteo Trentin    | Tudor Pro Cycling Team | z.t.     |
| 8                                     | Mattias Skjelmose | Lidl-Trek              | z.t.     |
| 9                                     | Sandy Dujardin    | TotalEnergies          | z.t.     |
| 10                                    | Kaden Groves      | Alpecin-Deceuninck     | z.t.     |
|                                       |                   |                        |          |
| 12                                    | Yves Lampaert     | Soudal Quick-Step      | z.t.     |

| Algemeen klassement |                  |                        |          |
| Plaats              | Naam             | Ploeg                  | Tijd     |
| Gele trui           | Olav Kooij       | Visma\|Lease a Bike    | 3u36'18" |
| 2                   | Mads Pedersen    | Lidl-Trek              | + 4"     |
| 3                   | Matteo Jorgenson | Visma\|Lease a Bike    | + 4"     |
| 4                   | Laurence Pithie  | Groupama-FDJ           | + 6"     |
| 5                   | Remco Evenepoel  | Soudal Quick-Step      | + 6"     |
| 6                   | Egan Bernal      | INEOS Grenadiers       | + 8"     |
| 7                   | Nils Eekhoff     | dsm-firmenich PostNL   | + 10"    |
| 8                   | Madis Mihkels    | Intermarché-Wanty      | z.t.     |
| 9                   | Michael Matthews | Team Jayco AlUla       | z.t.     |
| 10                  | Matteo Trentin   | Tudor Pro Cycling Team | z.t.     |

### Tweede etappe
In deze sprintersetappe was behalve het aanvalswerk en een solo van Pascal Eenkhoorn van Lotto Dstny, en een opvallende tussensprint, weinig te beleven. Bij de sprint pakte Danny van Poppel de tien seconden voor zijn kopman Primož Roglič. Toen hij over Mads Pedersen heen ging, zette deze opnieuw aan. Hierdoor kneep Pedersen te laat in de remmen om zijn kopman Mattias Skjelmose voor te laten. Het kostte Skjelmose twee seconden. In aanloop naar de eindsprint zat Visma|Lease a Bike te ver naar achteren en ingesloten. De renners van Tudor zaten aan de andere kant van de brede weg, en onder leiding van Matteo Trentin namen ze gewiekst de leiding voor de laatste serie bochten in het parkoers.
Edoardo Affini trok de sprint aan, maar Olav Kooij was zijn wiel kwijtgeraakt en deed niet mee. Hetzelfde overkwam Fabio Jakobsen. Nadat Affini afgaf kwam Danny van Poppel vroeg op kop. Maikel Zijlaard zat in zijn wiel en ging opzij voor zijn sprinter Arvid de Kleijn. Hij kon bij Van Poppel aansluiten en er schijnbaar makkelijk omheen rijden. De renners die achtereenvolgend in zijn wiel zaten, Laurence Pithie en Dylan Groenewegen, werden twee en drie. Voor De Kleijn en Tudor was het de eerste World Tour zege. De Kleijn was wel al vier keer tweede geworden. In zijn eerste grote etappewedstrijd, nam Pithie de gele, groene en witte trui over van Kooij.
| Thoiry - Montargis (177,6 km) |                   |                            |          |
| Plaats                        | Naam              | Ploeg                      | Tijd     |
| Winnaar                       | Arvid de Kleijn   | Tudor Pro Cycling Team     | 4u41'02" |
| 2                             | Laurence Pithie   | Groupama-FDJ               | z.t.     |
| 3                             | Dylan Groenewegen | Jayco AlUla                | z.t.     |
| 4                             | Danny van Poppel  | BORA-hansgrohe             | z.t.     |
| 5                             | Gerben Thijssen   | Intermarché-Wanty          | z.t.     |
| 6                             | Sam Bennett       | Decathlon AG2R La Mondiale | z.t.     |
| 7                             | Dries Van Gestel  | TotalEnergies              | z.t.     |
| 8                             | Mads Pedersen     | Lidl-Trek                  | z.t.     |
| 9                             | Pascal Ackermann  | Israel-Premier Tech        | z.t.     |
| 10                            | Matteo Sobrero    | BORA-hansgrohe             | z.t.     |

| Algemeen klassement |                   |                            |          |
| Plaats              | Naam              | Ploeg                      | Tijd     |
| Gele trui           | Laurence Pithie   | Groupama-FDJ               | 8u17'20" |
| 2                   | Mads Pedersen     | Lidl-Trek                  | z.t.     |
| 3                   | Olav Kooij        | Visma\|Lease a Bike        | z.t.     |
| 4                   | Matteo Jorgenson  | Visma\|Lease a Bike        | + 4"     |
| 5                   | Remco Evenepoel   | Soudal Quick-Step          | + 6"     |
| 6                   | Egan Bernal       | INEOS Grenadiers           | + 8"     |
| 7                   | Mattias Skjelmose | Lidl-Trek                  | z.t.     |
| 8                   | Kaden Groves      | Alpecin-Deceuninck         | + 10"    |
| 9                   | Sam Bennett       | Decathlon AG2R La Mondiale | z.t.     |
| 10                  | Jon Barrenetxea   | Movistar                   | z.t.     |

### Derde etappe
| Auxerre - Auxerre (26,9 km) |                            |        |
| Plaats                      | Ploeg                      | Tijd   |
| Winnaar                     | UAE Team Emirates          | 31'23" |
| 2                           | Jayco AlUla                | + 15"  |
| 3                           | EF Education-EasyPost      | + 20"  |
| 4                           | Soudal Quick-Step          | + 22"  |
| 5                           | INEOS Grenadiers           | z.t.   |
| 6                           | Visma\|Lease a Bike        | +38"   |
| 7                           | Astana Qazaqstan           | + 39"  |
| 8                           | Decathlon AG2R La Mondiale | z.t.   |
| 9                           | Cofidis                    | z.t.   |
| 10                          | Bahrain-Victorious         | + 42"  |

| Algemeen klassement |                   |                       |          |
| Plaats              | Naam              | Ploeg                 | Tijd     |
| Gele trui           | Brandon McNulty   | UAE Team Emirates     | 8u48'53" |
| 2                   | Finn Fisher-Black | UAE Team Emirates     | z.t.     |
| 3                   | João Almeida      | UAE Team Emirates     | z.t.     |
| 4                   | Jay Vine          | UAE Team Emirates     | z.t.     |
| 5                   | Michael Matthews  | Jayco AlUla           | + 15"    |
| 6                   | Chris Harper      | Jayco AlUla           | z.t.     |
| 7                   | Lucas Plapp       | Jayco AlUla           | z.t.     |
| 8                   | Remco Evenepoel   | Soudal Quick-Step     | + 18"    |
| 9                   | Owain Doull       | EF Education-EasyPost | + 20"    |
| 10                  | Egan Bernal       | INEOS Grenadiers      | z.t.     |
|                     |                   |                       |          |
| 16                  | Wilco Kelderman   | Visma\|Lease a Bike   | + 38"    |

### Vierde etappe
| Chalon-sur-Saône - Mont Brouilly (183,0 km) |                   |                            |          |
| Plaats                                      | Naam              | Ploeg                      | Tijd     |
| Winnaar                                     | Santiago Buitrago | Bahrain-Victorious         | 4u25'52" |
| 2                                           | Lucas Plapp       | Jayco AlUla                | + 10"    |
| 3                                           | Mattias Skjelmose | Lidl-Trek                  | + 37"    |
| 4                                           | Remco Evenepoel   | Soudal Quick-Step          | z.t.     |
| 5                                           | Egan Bernal       | INEOS Grenadiers           | + 39"    |
| 6                                           | Felix Gall        | Decathlon AG2R La Mondiale | z.t.     |
| 7                                           | Primož Roglič     | BORA-hansgrohe             | z.t.     |
| 8                                           | Matteo Jorgenson  | Visma\|Lease a Bike        | z.t.     |
| 9                                           | Harold Tejada     | Astana Qazaqstan           | + 43"    |
| 10                                          | Brandon McNulty   | UAE Team Emirates          | + 46"    |
| 11                                          | Wilco Kelderman   | Visma\|Lease a Bike        | z.t.     |

| Algemeen klassement |                   |                       |           |
| Plaats              | Naam              | Ploeg                 | Tijd      |
| Gele trui           | Lucas Plapp       | Jayco AlUla           | 13u15'04" |
| 2                   | Santiago Buitrago | Bahrain-Victorious    | + 13"     |
| 3                   | Brandon McNulty   | UAE Team Emirates     | + 27"     |
| 4                   | João Almeida      | UAE Team Emirates     | + 29"     |
| 5                   | Remco Evenepoel   | Soudal Quick-Step     | + 30"     |
| 6                   | Egan Bernal       | INEOS Grenadiers      | + 40"     |
| 7                   | Chris Harper      | Jayco AlUla           | + 46"     |
| 8                   | Matteo Jorgenson  | Visma\|Lease a Bike   | + 52"     |
| 9                   | Rigoberto Urán    | EF Education-EasyPost | + 54"     |
| 10                  | Carlos Rodríguez  | INEOS Grenadiers      | + 1'02"   |
|                     |                   |                       |           |
| 13                  | Wilco Kelderman   | Visma\|Lease a Bike   | + 1'05"   |

### Vijfde etappe
| Saint-Sauveur-de-Montagut - Sisteron (193,5 km) |                  |                            |          |
| Plaats                                          | Naam             | Ploeg                      | Tijd     |
| Winnaar                                         | Olav Kooij       | Visma\|Lease a Bike        | 4u23'44" |
| 2                                               | Mads Pedersen    | Lidl-Trek                  | z.t.     |
| 3                                               | Pascal Ackermann | Israel-Premier Tech        | z.t.     |
| 4                                               | Sam Bennett      | Decathlon AG2R La Mondiale | z.t.     |
| 5                                               | Danny van Poppel | BORA-hansgrohe             | z.t.     |
| 6                                               | Tobias Andresen  | dsm-firmenich PostNL       | z.t.     |
| 7                                               | Matteo Trentin   | Tudor Pro Cycling Team     | z.t.     |
| 8                                               | Laurence Pithie  | Groupama-FDJ               | z.t.     |
| 9                                               | Madis Mihkels    | Intermarché-Wanty          | z.t.     |
| 10                                              | Dušan Rajović    | Bahrain-Victorious         | z.t.     |
|                                                 |                  |                            |          |
| 13                                              | Cédric Beullens  | Lotto Dstny                | z.t.     |

| Algemeen klassement |                   |                       |           |
| Plaats              | Naam              | Ploeg                 | Tijd      |
| Gele trui           | Lucas Plapp       | Jayco AlUla           | 17u38'48" |
| 2                   | Santiago Buitrago | Bahrain-Victorious    | + 13"     |
| 3                   | Brandon McNulty   | UAE Team Emirates     | + 27"     |
| 4                   | João Almeida      | UAE Team Emirates     | + 29"     |
| 5                   | Remco Evenepoel   | Soudal Quick-Step     | + 30"     |
| 6                   | Egan Bernal       | INEOS Grenadiers      | + 40"     |
| 7                   | Chris Harper      | Jayco AlUla           | + 46"     |
| 8                   | Matteo Jorgenson  | Visma\|Lease a Bike   | + 52"     |
| 9                   | Rigoberto Urán    | EF Education-EasyPost | + 54"     |
| 10                  | Carlos Rodríguez  | INEOS Grenadiers      | + 1'02"   |
|                     |                   |                       |           |
| 13                  | Wilco Kelderman   | Visma\|Lease a Bike   | + 1'05"   |

### Zesde etappe
| Sisteron - La Colle-sur-Loup (198,2 km) |                        |                            |          |
| Plaats                                  | Naam                   | Ploeg                      | Tijd     |
| Winnaar                                 | Mattias Skjelmose      | Lidl-Trek                  | 4u36'51" |
| 2                                       | Brandon McNulty        | UAE Team Emirates          | z.t.     |
| 3                                       | Matteo Jorgenson       | Visma\|Lease a Bike        | z.t.     |
| 4                                       | Remco Evenepoel        | Soudal Quick-Step          | + 52"    |
| 5                                       | Harold Tejada          | Astana Qazaqstan           | + 53"    |
| 6                                       | Aurélien Paret-Peintre | Decathlon AG2R La Mondiale | z.t.     |
| 7                                       | Felix Gall             | Decathlon AG2R La Mondiale | z.t.     |
| 8                                       | Wilco Kelderman        | Visma\|Lease a Bike        | z.t.     |
| 9                                       | Primož Roglič          | BORA-hansgrohe             | z.t.     |
| 10                                      | Egan Bernal            | INEOS Grenadiers           | z.t.     |

| Algemeen klassement |                   |                            |           |
| Plaats              | Naam              | Ploeg                      | Tijd      |
| Gele trui           | Brandon McNulty   | UAE Team Emirates          | 22u15'58" |
| 2                   | Matteo Jorgenson  | Visma\|Lease a Bike        | + 23"     |
| 3                   | Lucas Plapp       | Jayco AlUla                | + 34"     |
| 4                   | Mattias Skjelmose | Lidl-Trek                  | + 54"     |
| 5                   | Remco Evenepoel   | Soudal Quick-Step          | + 1'03"   |
| 6                   | Egan Bernal       | INEOS Grenadiers           | + 1'14"   |
| 7                   | João Almeida      | UAE Team Emirates          | + 1'30"   |
| 8                   | Felix Gall        | Decathlon AG2R La Mondiale | + 1'36"   |
| 9                   | Harold Tejada     | Astana Qazaqstan           | + 1'37"   |
| 10                  | Wilco Kelderman   | Visma\|Lease a Bike        | + 1'39"   |

### Zevende etappe
| Nice - La Madone d'Utelle (103,7 km) |                        |                            |          |
| Plaats                               | Naam                   | Ploeg                      | Tijd     |
| Winnaar                              | Aleksandr Vlasov       | BORA-hansgrohe             | 2u44'03" |
| 2                                    | Remco Evenepoel        | Soudal Quick-Step          | + 8"     |
| 3                                    | Primož Roglič          | BORA-hansgrohe             | z.t.     |
| 4                                    | Mattias Skjelmose      | Lidl-Trek                  | z.t.     |
| 5                                    | Matteo Jorgenson       | Visma\|Lease a Bike        | z.t.     |
| 6                                    | Santiago Buitrago      | Bahrain-Victorious         | + 13"    |
| 7                                    | Brandon McNulty        | UAE Team Emirates          | + 27"    |
| 8                                    | Wilco Kelderman        | Visma\|Lease a Bike        | + 31"    |
| 9                                    | Aurélien Paret-Peintre | Decathlon AG2R La Mondiale | + 36"    |
| 10                                   | Lucas Plapp            | Jayco AlUla                | + 40"    |

| Algemeen klassement |                        |                            |           |
| Plaats              | Naam                   | Ploeg                      | Tijd      |
| Gele trui           | Brandon McNulty        | UAE Team Emirates          | 25u00'28" |
| 2                   | Matteo Jorgenson       | Visma\|Lease a Bike        | + 4"      |
| 3                   | Mattias Skjelmose      | Lidl-Trek                  | + 35"     |
| 4                   | Remco Evenepoel        | Soudal Quick-Step          | + 36"     |
| 5                   | Lucas Plapp            | Jayco AlUla                | + 47"     |
| 6                   | Primož Roglič          | BORA-hansgrohe             | + 1'21"   |
| 7                   | Egan Bernal            | INEOS Grenadiers           | + 1'42"   |
| 8                   | Wilco Kelderman        | Visma\|Lease a Bike        | + 1'43"   |
| 9                   | Aurélien Paret-Peintre | Decathlon AG2R La Mondiale | + 1'53"   |
| 10                  | Aleksandr Vlasov       | BORA-hansgrohe             | + 2'05"   |

### Achtste etappe
| Nice - Nice (109,3 km) |                     |                            |          |
| Plaats                 | Naam                | Ploeg                      | Tijd     |
| Winnaar                | Remco Evenepoel     | Soudal Quick-Step          | 2u50'03" |
| 2                      | Matteo Jorgenson    | Visma\|Lease a Bike        | z.t.     |
| 3                      | Aleksandr Vlasov    | BORA-hansgrohe             | + 50"    |
| 4                      | Mattias Skjelmose   | Lidl-Trek                  | + 1'39"  |
| 5                      | Brandon McNulty     | UAE Team Emirates          | z.t.     |
| 6                      | Samuele Battistella | Astana Qazaqstan           | + 2'13"  |
| 7                      | Michael Storer      | Tudor Pro Cycling Team     | z.t.     |
| 8                      | Felix Gall          | Decathlon AG2R La Mondiale | z.t.     |
| 9                      | Egan Bernal         | INEOS Grenadiers           | z.t.     |
| 10                     | Lucas Plapp         | Jayco AlUla                | z.t.     |
|                        |                     |                            |          |
| 21                     | Wilco Kelderman     | Visma\|Lease a Bike        | + 2'13"  |

| Algemeen klassement |                   |                            |           |
| Plaats              | Naam              | Ploeg                      | Tijd      |
| Gele trui           | Matteo Jorgenson  | Visma\|Lease a Bike        | 27u50'23" |
| 2                   | Remco Evenepoel   | Soudal Quick-Step          | + 30"     |
| 3                   | Brandon McNulty   | UAE Team Emirates          | + 1'47"   |
| 4                   | Mattias Skjelmose | Lidl-Trek                  | + 2'22"   |
| 5                   | Aleksandr Vlasov  | BORA-hansgrohe             | + 2'57"   |
| 6                   | Lucas Plapp       | Jayco AlUla                | + 3'08"   |
| 7                   | Egan Bernal       | INEOS Grenadiers           | + 4'03"   |
| 8                   | Wilco Kelderman   | Visma\|Lease a Bike        | + 4'04"   |
| 9                   | Felix Gall        | Decathlon AG2R La Mondiale | + 4'35"   |
| 10                  | Primož Roglič     | BORA-hansgrohe             | + 5'33"   |

## Klassementsleiders na elke etappe
| Rit         | Winnaar           | Algemeen klassement | Puntenklassement | Bergklassement     | Jongerenklassement | Ploegenklassement   | Strijdlust         |
| ----------- | ----------------- | ------------------- | ---------------- | ------------------ | ------------------ | ------------------- | ------------------ |
| 1           | Olav Kooij        | Olav Kooij          | Olav Kooij       | Jonas Rutsch       | Olav Kooij         | Visma\|Lease a Bike | Jonas Rutsch       |
| 2           | Arvid de Kleijn   | Laurence Pithie     | Laurence Pithie  | Mathieu Burgaudeau | Laurence Pithie    | Visma\|Lease a Bike | Mathieu Burgaudeau |
| 3           | UAE Team Emirates | Brandon McNulty     | Laurence Pithie  | Mathieu Burgaudeau | Finn Fisher-Black  | UAE Team Emirates   |                    |
| 4           | Santiago Buitrago | Lucas Plapp         | Laurence Pithie  | Mathieu Burgaudeau | Lucas Plapp        | INEOS Grenadiers    | Christian Scaroni  |
| 5           | Olav Kooij        | Lucas Plapp         | Mads Pedersen    | Mathieu Burgaudeau | Lucas Plapp        | INEOS Grenadiers    | Pierre Latour      |
| 6           | Mattias Skjelmose | Brandon McNulty     | Mads Pedersen    | Mathieu Burgaudeau | Matteo Jorgenson   | UAE Team Emirates   | Mads Pedersen      |
| 7           | Aleksandr Vlasov  | Brandon McNulty     | Mads Pedersen    | Mathieu Burgaudeau | Matteo Jorgenson   | UAE Team Emirates   | Johan Jacobs       |
| 8           | Remco Evenepoel   | Matteo Jorgenson    | Remco Evenepoel  | Remco Evenepoel    | Matteo Jorgenson   | UAE Team Emirates   | Remco Evenepoel    |
| Einduitslag | Einduitslag       | Matteo Jorgenson    | Remco Evenepoel  | Remco Evenepoel    | Matteo Jorgenson   | UAE Team Emirates   |                    |

## Eindklassementen
| Plaats    | Naam                   | Ploeg                      | Tijd      |
| --------- | ---------------------- | -------------------------- | --------- |
| Gele trui | Matteo Jorgenson       | Visma\|Lease a Bike        | 27u50'23" |
| 2         | Remco Evenepoel        | Soudal Quick-Step          | + 30"     |
| 3         | Brandon McNulty        | UAE Team Emirates          | + 1'47"   |
| 4         | Mattias Skjelmose      | Lidl-Trek                  | + 2'22"   |
| 5         | Aleksandr Vlasov       | BORA-hansgrohe             | + 2'57"   |
| 6         | Lucas Plapp            | Jayco AlUla                | + 3'08"   |
| 7         | Egan Bernal            | INEOS Grenadiers           | + 4'03"   |
| 8         | Wilco Kelderman        | Visma\|Lease a Bike        | + 4'04"   |
| 9         | Felix Gall             | Decathlon AG2R La Mondiale | + 4'35"   |
| 10        | Primož Roglič          | BORA-hansgrohe             | + 5'33"   |
| 11        | João Almeida           | UAE Team Emirates          | + 6'08"   |
| 12        | Chris Harper           | Jayco AlUla                | + 6'59"   |
| 13        | Laurens De Plus        | INEOS Grenadiers           | + 8'03"   |
| 14        | Aurélien Paret-Peintre | Decathlon AG2R La Mondiale | + 9'52"   |
| 15        | William Barta          | Movistar                   | + 15'01"  |
| 16        | Harold Tejada          | Astana Qazaqstan           | + 15'41"  |
| 17        | Ewen Costiou           | Arkéa-B&B Hotels           | + 16'25"  |
| 18        | Louis Vervaeke         | Soudal Quick-Step          | + 19'03"  |
| 19        | Yannis Voisard         | Tudor Pro Cycling Team     | + 21'22"  |
| 20        | Quentin Pacher         | Groupama-FDJ               | + 21'24"  |

| Ploegenklassement |                     |           |
| Plaats            | Ploeg               | Tijd      |
|                   | UAE Team Emirates   | 83h51'18" |
| 2                 | Visma\|Lease a Bike | + 7'45"   |
| 3                 | Soudal Quick-Step   | + 8'18"   |
| 4                 | BORA-hansgrohe      | + 22'49"  |
| 5                 | INEOS Grenadiers    | + 25'19"  |

| Plaats      | Naam              | Ploeg               | Punten |
| ----------- | ----------------- | ------------------- | ------ |
| Groene trui | Remco Evenepoel   | Soudal Quick-Step   | 69     |
| 2           | Mattias Skjelmose | Lidl-Trek           | 61     |
| 3           | Matteo Jorgenson  | Visma\|Lease a Bike | 61     |
| 4           | Mads Pedersen     | Lidl-Trek           | 60     |
| 5           | Laurence Pithie   | Groupama-FDJ        | 56     |
| 6           | Danny van Poppel  | BORA-hansgrohe      | 44     |

| Plaats        | Naam               | Ploeg               | Punten |
| ------------- | ------------------ | ------------------- | ------ |
| Bolletjestrui | Remco Evenepoel    | Soudal Quick-Step   | 47     |
| 2             | Mathieu Burgaudeau | TotalEnergies       | 44     |
| 3             | Christian Scaroni  | Astana Qazaqstan    | 44     |
| 4             | Aleksandr Vlasov   | BORA-hansgrohe      | 41     |
| 5             | Matteo Jorgenson   | Visma\|Lease a Bike | 27     |

| Plaats     | Naam              | Ploeg               | Tijd      |
| ---------- | ----------------- | ------------------- | --------- |
| Witte trui | Matteo Jorgenson  | Visma\|Lease a Bike | 27u50'23" |
| 2          | Remco Evenepoel   | Soudal Quick-Step   | + 30"     |
| 3          | Mattias Skjelmose | Lidl-Trek           | + 2'22"   |
| 4          | Lucas Plapp       | Jayco AlUla         | + 3'08"   |
| 5          | Ewen Costiou      | Arkéa-B&B Hotels    | + 16'25"  |
| 6          | Ilan Van Wilder   | Soudal Quick-Step   | + 24'11"  |

1933 · 1934 · 1935 · 1936 · 1937 · 1938 · 1939 · 1940-1945 · 1946 · 1947-1950 · 1951 · 1952 · 1953 · 1954 · 1955 · 1956 · 1957 · 1958 · 1959 · 1960 · 1961 · 1962 · 1963 · 1964 · 1965 · 1966 · 1967 · 1968 · 1969 · 1970 · 1971 · 1972 · 1973 · 1974 · 1975 · 1976 · 1977 · 1978 · 1979 · 1980 · 1981 · 1982 · 1983 · 1984 · 1985 · 1986 · 1987 · 1988 · 1989 · 1990 · 1991 · 1992 · 1993 · 1994 · 1995 · 1996 · 1997 · 1998 · 1999 · 2000 · 2001 · 2002 · 2003 · 2004 · 2005 · 2006 · 2007 · 2008 · 2009 · 2010 · 2011 · 2012 · 2013 · 2014 · 2015 · 2016 · 2017 · 2018 · 2019 · 2020 · 2021 · 2022 · 2023 · 2024 · 2025
Tour Down Under ·
Great Ocean Road Race ·
Ronde van de Verenigde Arabische Emiraten ·
Omloop Het Nieuwsblad ·
Strade Bianche ·
Parijs-Nice · 
Tirreno-Adriatico · 
Milaan-San Remo ·
Ronde van Catalonië ·
Classic Brugge-De Panne ·
E3 Saxo Classic ·
Gent-Wevelgem ·
Dwars door Vlaanderen ·
Ronde van Vlaanderen ·
Ronde van het Baskenland ·
Parijs-Roubaix ·
Amstel Gold Race ·
Waalse Pijl ·
Luik-Bastenaken-Luik ·
Ronde van Romandië ·
Eschborn-Frankfurt ·
Ronde van Italië ·
Critérium du Dauphiné ·
Ronde van Zwitserland ·
Ronde van Frankrijk ·
Clásica San Sebastián ·
Ronde van Polen ·
Bretagne Classic ·
BEMER Cyclassics ·
Renewi Tour ·
Ronde van Spanje ·
GP van Quebec ·
GP van Montreal ·
Ronde van Lombardije ·
Ronde van Guangxi